# 語彙化
語彙化（英: lexicalisation, 米: lexicalization）は、言語学の諸領域において複数の意味をもった用語である。

## 語彙論
語彙論において、語彙化とは、複数の形態素が合わさって1つの意義をもつようになること。
複合語、慣用句・イディオム、英語の句動詞などの形成がこれに当たる。例えば、「鯖」・「読む」の本来の意味とは関係ない慣用句「鯖を読む」ができ、さらにこれから複合語「鯖読み」ができたことなど。「申し込む」「擦り寄る」などの語彙的複合動詞もこれに当たる。
ただし複合動詞でも「話し出す」「働きすぎる」など（統語的複合動詞）は、前の動詞が本来の意味を保つ一方、後の動詞は本来の意味が希薄になり文法化している（一種の一般的ではないが補助動詞になっている）ので、語彙化とは言えない。「によって」「てはならない」などの連語も、独自の意味を表現するものではなく、名詞や動詞に接続することで初めて意味が定まるので、語彙化ではなく文法化に当たる。

## 心理言語学
心理言語学において語彙化とは、音声を生み出す（発声する）際、概念を音声へと変える過程のことである。
もっとも広く受け入れられているモデルである、概念が語彙へと変換される音声産出モデルは、少なくとも2段階の過程からなっている。最初の段階では、発話者が意図した概念は変化して「レンマ（lemma）」となる。レンマとは、もっぱら語義の情報や文法的な情報（構文中での語の使い方）を内包する抽象的な概念のことであり、発音の情報は含まない。そして次の段階で、発音するための語彙素（lexeme）へと変化させる。
最近では、このモデルに異議を唱えはじめた研究もある。例えば、レンマという段階などは存在せず、文法的な情報は語義と発音が定まった段階で取り出されると主張するものなどがある。